# ABC諸島

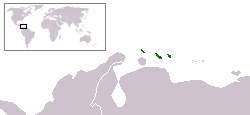
ABC諸島の位置。西から順に、アルバ、キュラソー、ボネールが並ぶ

ABC諸島（オランダ語: ABC-eilanden  発音）は、ベネズエラ沖合いのカリブ海に浮かぶオランダ王国領の3つの島、アルバ（Aruba）、ボネール（Bonaire）、キュラソー（Curaçao）の総称。それぞれの頭文字をとっている。

## 概要
3つの島は西からアルバ、キュラソー、ボネールの順で並んでいる。小アンティル諸島の一部を構成するリーワード・アンティル諸島の西部にあたり、東側にはベネズエラ連邦保護領の島々が連なっている。
いずれも17世紀にオランダの植民地となった島である。カリブ海地域のオランダ領の島はリーワード諸島の3島がある（SSS諸島と総称される）が、キュラソー島のウィレムスタッドはSSS諸島も含めたカリブ海地域のオランダ領の首府として栄えた。
1954年、自治領「オランダ領アンティル」が結成され、首府はウィレムスタッドに置かれた。1986年にはアルバが離脱し、単独の自治領となった。残る地域でも分離の要求が出るようになり、2010年にオランダ領アンティルが解体された。
ABC諸島に含まれる島のうち、アルバとキュラソーはそれぞれ単独の自治領（オランダ王国の構成国で、オランダ本国と同格）である。ボネールはオランダ本国に編入され、その特別自治体という位置づけになっている（BES諸島参照）。

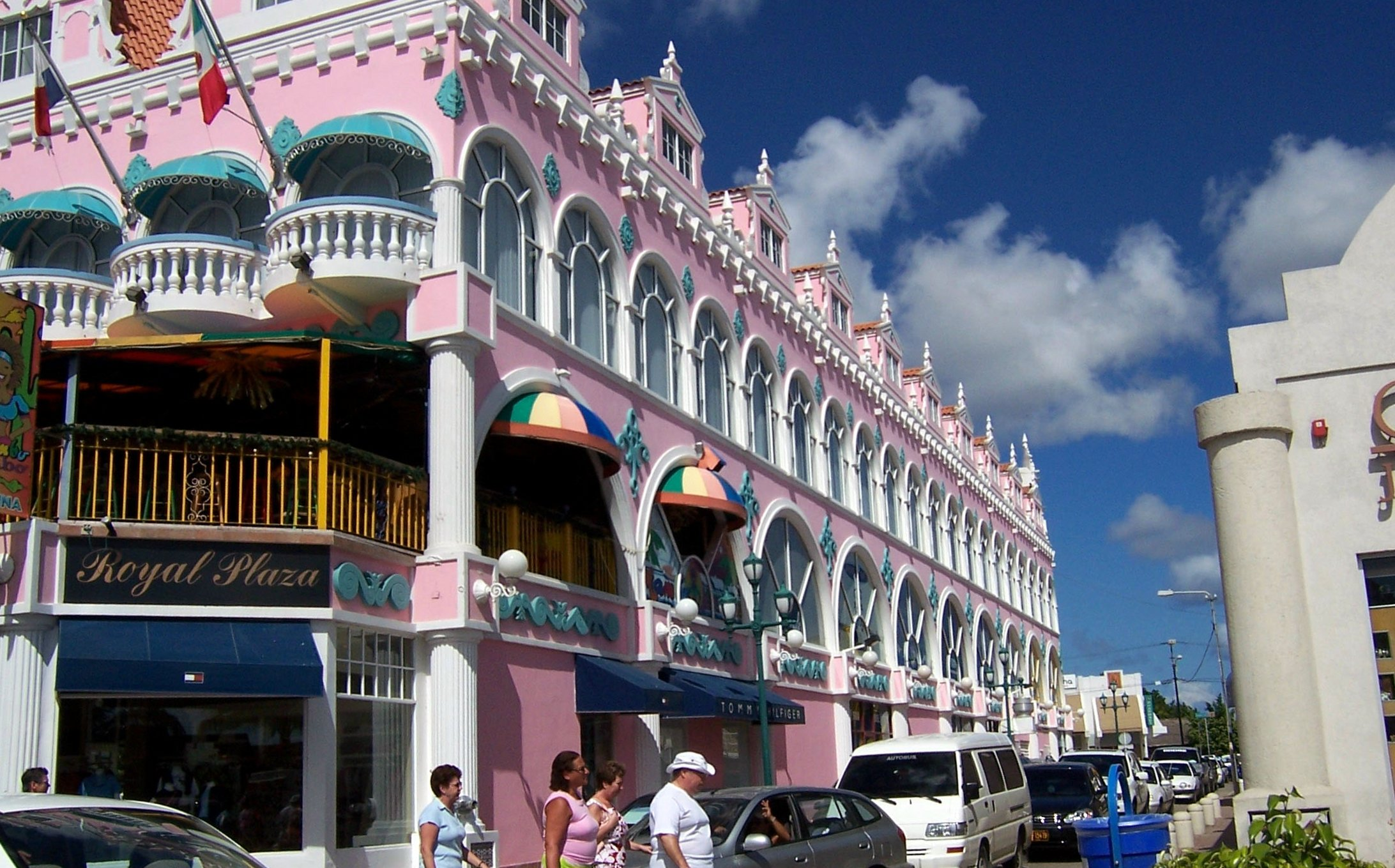
アルバの市街地
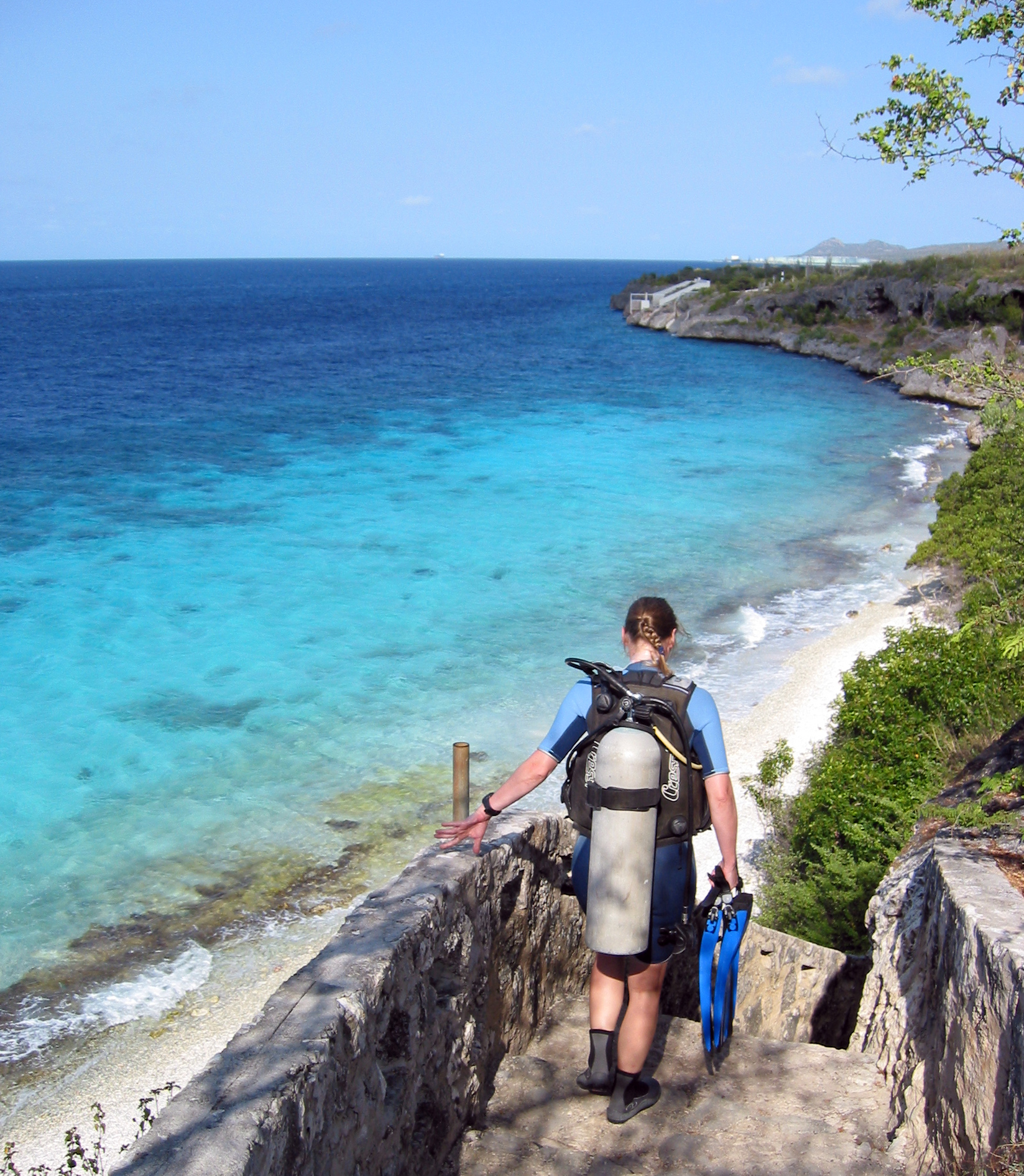
ボネールの海
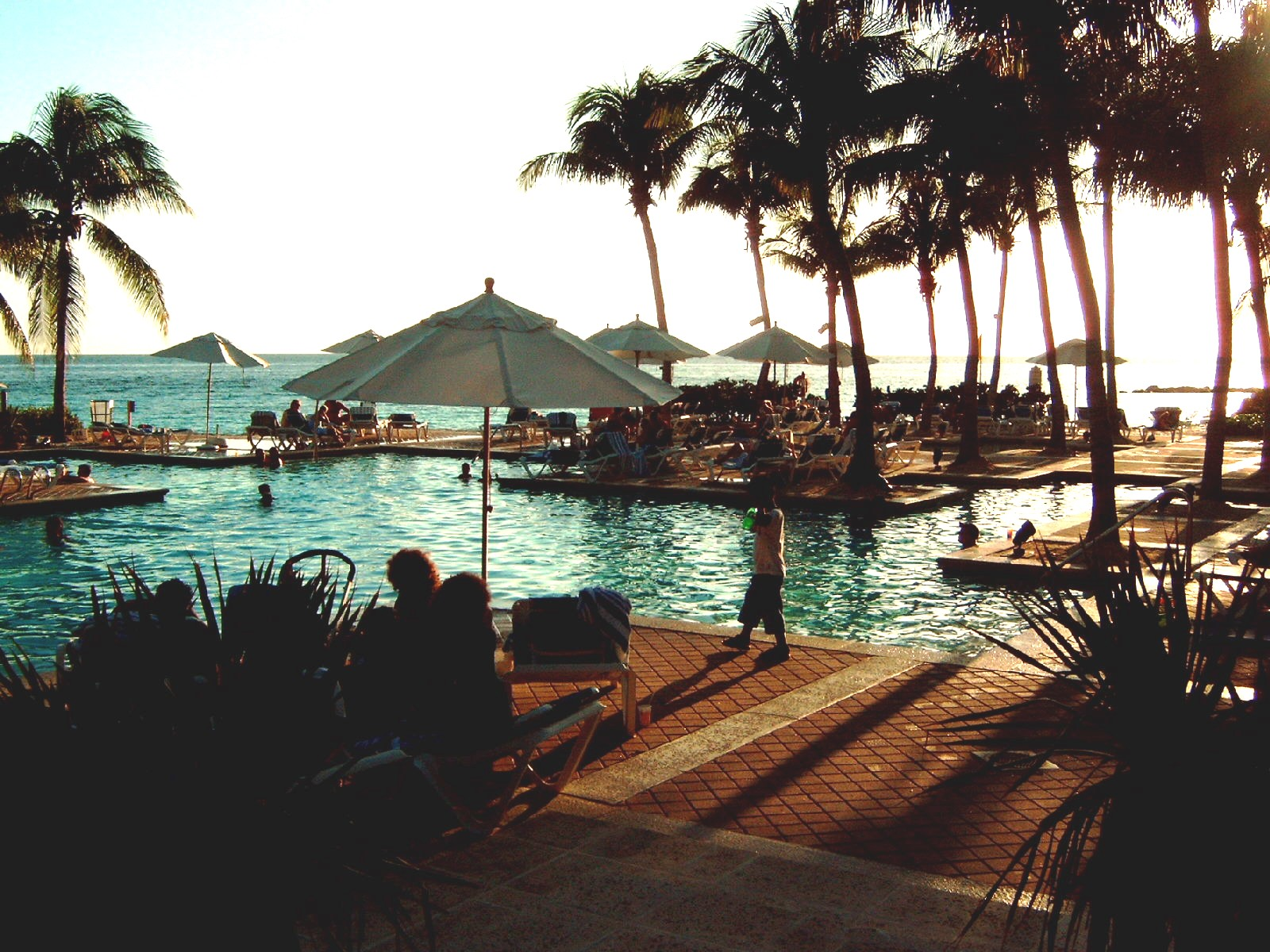
キュラソーのリゾート